# Веселин Стоянов (писател)
Веселин Минчев Стоянов е български писател.

## Биография
Веселин Стоянов е роден на 13 април 1957 г. в град Казанлък. Завършва средното си образование в ПГ „Кирил и Методий“ в родния град. След гимназията работи като монтьор в ОАП Казанлък и дърводелец в ДП „1-ви май“.
Завършва през 2002 г. Пловдивския университет „Паисий Хилендарски“ със специалност „Български език и литература“. Дипломната му работа е върху творчеството на Чудомир. След дипломирането си работи като учител по български език и литература в с. Тъжа, организатор в читалище „Искра“ в Казанлък, организатор във ФК „Розова долина“, организатор в Младежки дом в Казанлък, главен редактор на в. „Седмични вести“, зам. главен редактор вестник „Южно утро“ – Стара Загора, журналист и водещ в радио „Вис виталис“, журналист и водещ в Общинско радио Казанлък. Повече от десет години е кореспондент на вестник „24 часа“.
Има отпечатани и излъчени повече от 3000 журналистически материали във вестниците „24 часа“, „Местен 24 часа“, „Новинар“, „Марица“, „Дума“, „Искра“, „Седмични вести“, „Седмица“, „Долина“, Българско национално радио, Радио Стара Загора, Радио „Вис виталис“, Общинско радио.
Негови разкази и есета са печатани в сп. „Везни“, „Пламък“, „Знаци“, „Страница“, „Армейска младеж“, вестниците „Български писател“, „Словото днес“, „Литературен глас“, „Дума“, „Стършел“, „Пардон“, „Шипка“, „Марица“, „Пловдивски университет“, „Искра“ и други. Над 100 негови есета са излъчвани в Националното радио в периода от 1993 до 2003 г., в рубриката „По първи петли“.
Негови разкази в превод на английски са публикувани в американските електронни издания: Global Inner Visions E-Zine и New Works Review.
Член е на редколегията на вестник „Словото днес“ и списание „Везни“. Член на Съюза на българските писатели от 1999 г.
Веселин Стоянов умира на 5 март 2014 г. в Казанлък.

## Произведения

### Романи
- „Аутопсия на тялото“ (2007)
- „Моделът и неговият художник“ (2011)

### Сборници с разкази
- „Шлагери“ (1992), сп. „Кула“, Казанлък
- „Вечеря с Ангели“ (1995)
- „Сантиментална като пума“ (1999)
- „Шлагери“ (2002)
- „Любов, Сънища, Думи и... други изображения на Смъртта“ (2004)

### Сборници с есета
- „Белите полета на спомена“ (2000)
- „Забравената уговорка с Бога“ (2003)

### Пиеси
- „Любов, Сънища, Думи и ...други изображения на Смъртта“ (2001)
- „Моделът и неговият художник“ (2003) – за художника Иван Милев
- „Истинската история на Мона Лиза“ (2005)

### Сценарии (късометражни филми)
- „Без докачение“ – филм по статии и закачки на Чудомир от вестниците през 20-те и 30-те години на ХХ век
- „Последният Чудомир“ (в колектив) – филм за последните дни на Чудомир
- „Съдба до съдба“ – филм за раждането на „Нашенците“ на Чудомир

### Документалистика
- „Седем пиеси към един реквием“ (2011) – биография на пианиста Васил Генов
- „Оставете балкона отворен“ (2012) портрет на Петко Влаев

## Награди
- Специална награда за проза за новелата „Късна меланхолия“ на Национален студентски конкурс Шумен 1980 г.
- Награда за сценарий за късометражен филм „Без докачение“ Бургас 1982 г.
- Специална награда за разказа „Грехът на Мария“ в конкурс на сп. „Армейска младеж“ 1984 г.
- Награда (в екип) за сценарий и режисура на филма „Последният Чудомир“, Хисар 1985 г.
- Първа награда за разказа „Намигаща японка“ на Фондация „Чудомир“1990 г.
- Пиесата му „Любов, Сънища, Думи и ...други изображения на Смъртта“ печели втора награда на конкурса „Нова българска драматургия“, Шумен, 2001 г.
- Книгата му „Забравената уговорка с Бога“ е отличена от Фондация „Чудомир“ като най-добър ръкопис за 2003 г.
- Първа награда за разказа „Пътят към Мосул“ в конкурса „Пристигна човек...“ на LiterNet, 2003 г.
- Годишна награда на Съюза на българските писатели за 2007 г. за пиесата „Истинската история на Мона Лиза“
- Годишна награда на Съюза на българските писатели за 2008 г. за романа „Аутопсия на тялото“
- Награда „Стефан Фурнаджиев“ за романа „Моделът и неговият художник“, 2011 г.[4]